# Mikhaïl Vichnevetski
Pour les articles homonymes, voir Vichnevetski.
Mikhaïl Vichnevetski - en russe : Михаил Вишневецкий et en anglais : Michael Vishnevetsky - (né le 27 novembre 1991 à Saint-Louis au Missouri aux États-Unis) est un joueur russe de hockey sur glace et américain.

## Biographie

### Carrière en club
Il est sélectionné en première ronde par le HK Spartak Moscou, en quatorzième position au cours du repêchage d'entrée dans la KHL 2010 lorsqu'il jouait pour le Tornado du Texas.